# Augustiniánský klášter v Litomyšli
Augustiniánský klášter v Litomyšli je zanikly konvent při kostele Povýšení sv. Kříže v Litomyšli. 

## Historie
Klášter založil roku 1356 litomyšlský biskup Jan ze Středy, na jehož žádost vydal papež Inocenc VI. dne 5. února 1356 listinu, kterou povoluje ve městě stavbu domů, kostela, kaple se hřbitovem a zvonicí a dalšími nezbytnými budovami. Biskup Jan ze Středy cestoval společně s Karlem IV., zúčastnil se s ním jízdy do Itálie, kde nejspíše osobně požádal papežskou kurii o povolení k založení kláštera řádu augustiniánů, jehož byl příznivcem. Záhy přišli do města mniši z brněnského kláštera sv. Tomáše a začali i přes odpor biskupovy kapituly stavět pod vedením mistra Jakuba klášter na severním okraji města, jižně od kapituly. Místní kapitula měla s biskupem majetkový spor, o jehož urovnání se měl postarat pražský arcibiskup.
Za biskupské funkce Jana ze Středy (1364–80) vzniklo několik dalších listin, v jedné apeluje na převora brněnských augustiniánů, aby konvent dobudoval, v další žádá biskupa Alberta ze Šternberka, ať od stavby neodlučuje mistra Jakuba, bez nějž by nebyl klášter dostavěn podle jeho představ. Roku 1380 byla stavba kostela zřejmě již v tak pokročilé fázi, že v ní mohl být Jan ze Středy pohřben.

### Zánik kláštera
Zánik kláštera zapříčinilo vypálení husity na jaře roku 1421, zdejší mniši se uchýlili do Svitav a již se nevrátili. Do klášterního kostela, který unikl zničení, se již roku 1428 přesunula farnost ze zaniklého kostela sv. Klimenta, jelikož katedrála Panny Marie byla nadále ruinou.